# Barão da Serra da Estrela
Barão da Serra da Estrela é um título nobiliárquico criado por D. Fernando II de Portugal, Regente durante a menoridade de D. Pedro V de Portugal, por Decreto de 14 de Dezembro de 1853, em favor de D. Rodrigo Monteiro Telles de Abreu da casa dos Abreus da Covilhã.
1. D. Rodrigo Monteiro Telles de Abreu (1816 -1886)
2. D. José Carlos Telles de Abreu (1846-1926)
3. D. António Viana Telles de Abreu (1876-1949)
4. D. Luís de Abreu (1902-1984)
5. Carlos Alberto de Jesus Abreu (1946-)
6. Pedro Miguel dos Santos Abreu (1974-)
7. Rodrigo Micael Filipe de Abreu (2014-)